# Coleophora nutantella
Coleophora nutantella é uma espécie de mariposa do gênero Coleophora pertencente à família Coleophoridae.